# Protoneuridae
Famille
Synonymes
- Protoneurinae Tillyard, 1917[1],[2]

Les Protoneuridae sont une famille d'insectes de l'ordre des odonates et du sous-ordre des zygoptères (demoiselles).

## Liste des genres
Selon BioLib (30 mai 2019) :
- genre Amazoneura Machado, 2004
- genre Arabineura Schneider & Dumont, 1995
- genre Caconeura Kirby, 1890
- genre Chlorocnemis Selys, 1863
- genre Disparoneura Selys, 1860
- genre Drepanoneura von Ellenrieder & Garrison, 2008
- genre Elattoneura Cowley, 1935
- genre Epipleoneura Williamson, 1915
- genre Epipotoneura Williamson, 1915
- genre Esme (genre) Fraser, 1922
- genre Forcepsioneura Lencioni, 1999
- genre Idioneura Selys, 1860
- genre Isomecocnemis Cowley, 1936
- genre Junix Rácenis, 1968
- genre Lamproneura De Marmels, 2003
- genre Melanoneura Fraser, 1922
- genre Microneura Hagen in Selys, 1886
- genre Neoneura Selys, 1860
- genre Nososticta Selys, 1860
- genre Peristicta Hagen in Selys, 1860
- genre Phasmoneura Williamson, 1916
- genre Phylloneura Fraser, 1922
- genre Prodasineura Cowley, 1934
- genre Proneura Selys, 1889
- genre Protoneura Selys in Sagra, 1857
- genre Psaironeura Williamson, 1915
- genre Roppaneura Santos, 1966

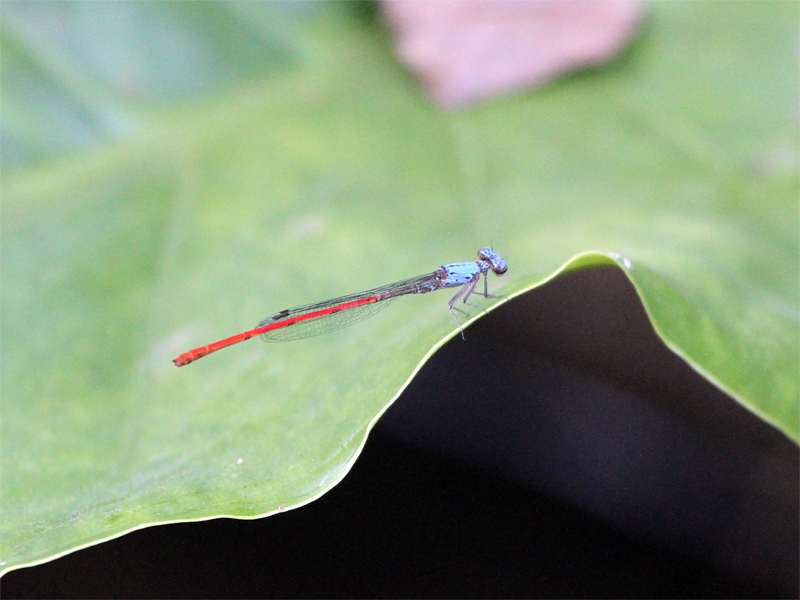
Neoneura sylvatica
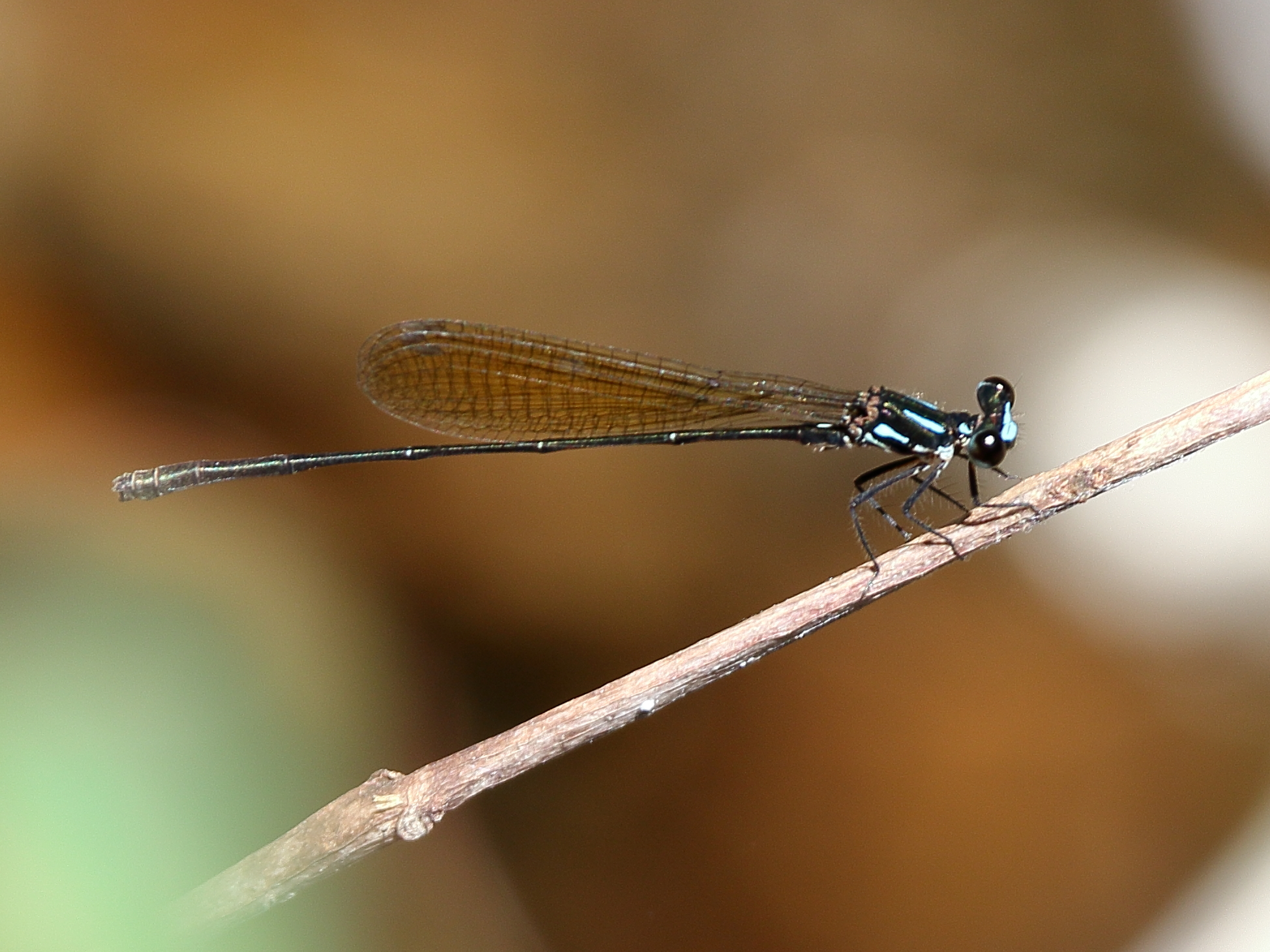
Nososticta mouldsi
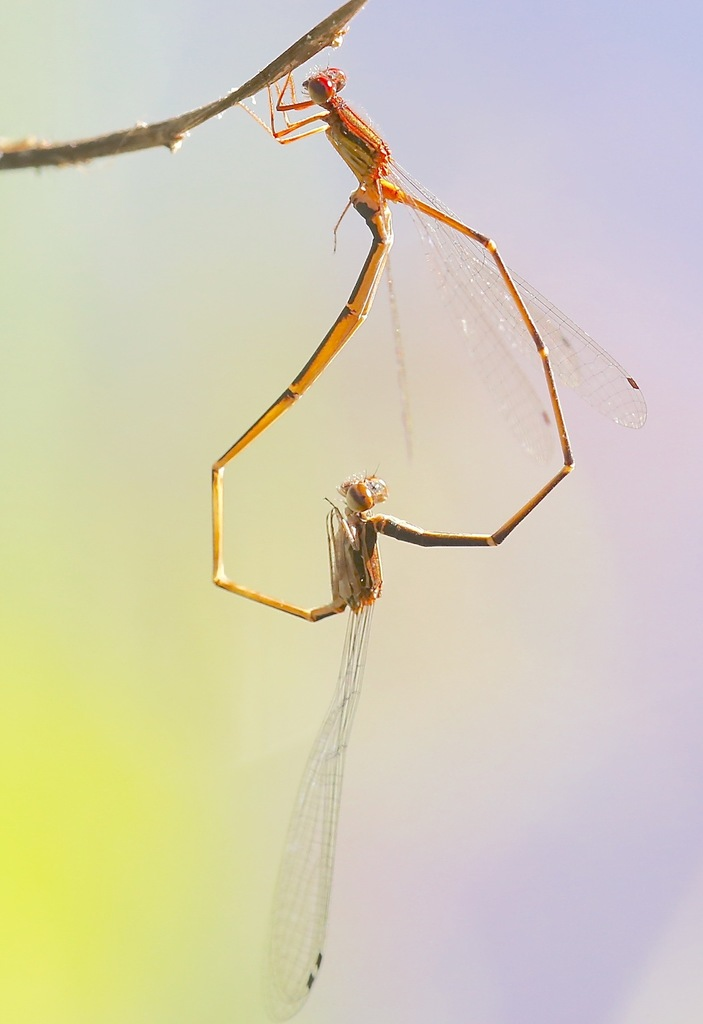
Protoneura cara

## Taxonomie
Ce taxon a été initialement décrit sous Protoneurinae comme sous-famille des Agrionidae,.

## Publication originale
- R. J. Tillyard, The biology of dragonflies (œuvre écrite), 1917.